# Hippeastrum angustifolium
Hippeastrum angustifolium é uma planta perene bulbosa da família Amaryllidaceae, nativa de uma área  do SE do Brasil ao Paraguai e NE da Argentina.

## Taxonomia
Descrito por Ferdinand Albin Pax em 1890.